# スクリュープル

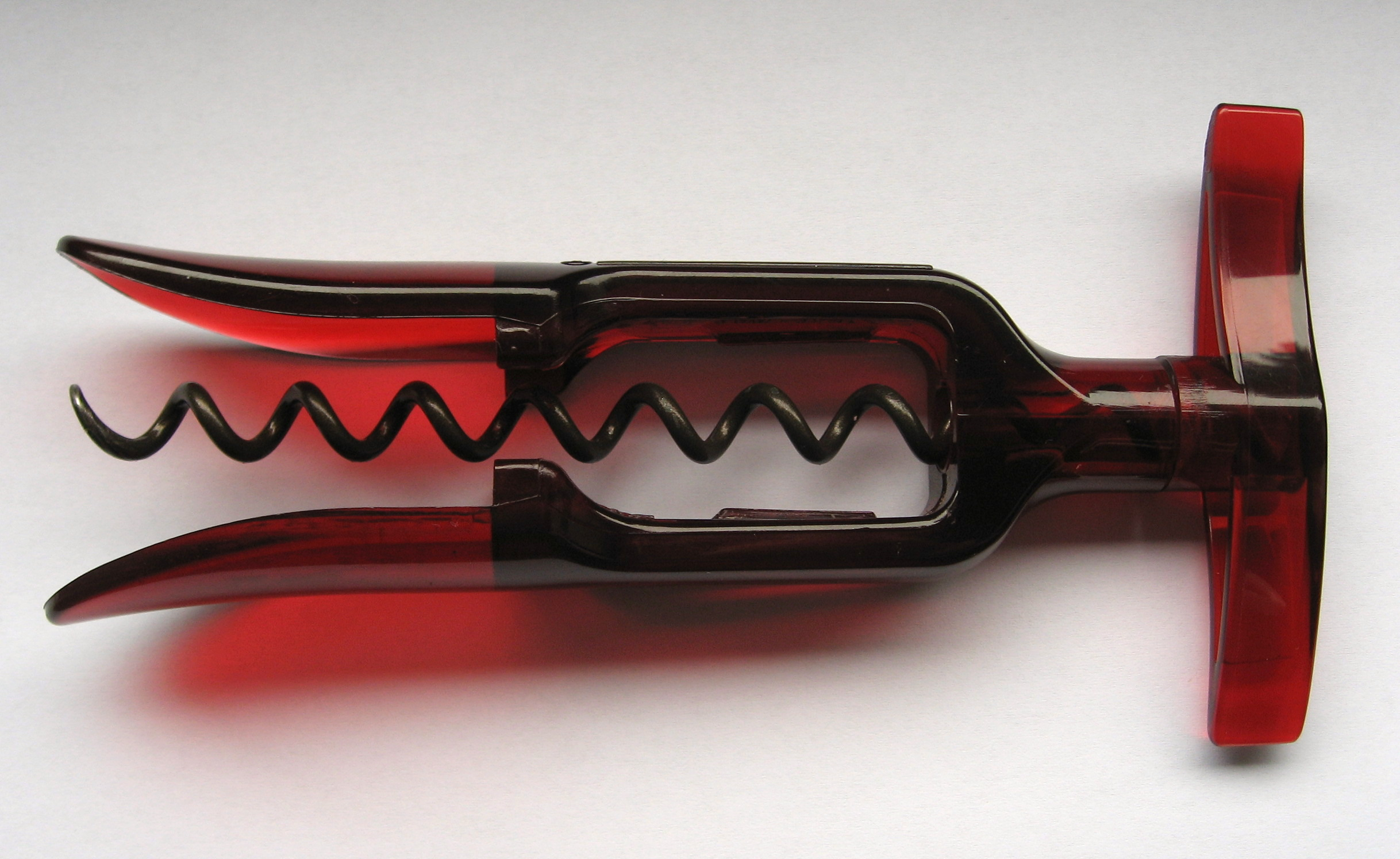
スクリュープル”ファーストモデル”

スクリュープル(Screwpull)とは、アメリカ・テキサス州出身のワイン愛好家であり、また石油発掘技術者でもあったハーバート・アレンが、1979年に発売を開始したワインオープナー。
「誰にでも簡単に開けられ、しかもコルクの崩れないワインオープナーが作れないものか」と考えたアレンは、本職である石油発掘に使われていたスクリュー（らせん針）に目をつけた。しかし、スクリューだけではワインオープナーにはならない。
問題は、「コルクとスクリューの抵抗をいかに少なくするか」、「いかにスクリューをコルクの中心に通すか」という点。
試行錯誤の上、アレンが取り入れたのは、ロケットが大気圏に突入する際に抵抗を軽減するためにNASAで開発された「特殊コーティング」であった。
また、スクリューをコルクの中心に通すため、らせんの形状の設計と、コルクに進入してからの力配分を科学的に分析、さらに必ずコルクに真っ直ぐスクリューが入るガイドの設計により、誰にでも失敗なく、“スマート”に開けられるワインオープナー「スクリュープル」が誕生。
サンフランシスコのワインミュージアム主催コンテストで、「最も優れたワインオープナー」と評価されるほか、プロ仕様の“レバーモデル”は、1分間に8本のコルクを抜けることから、1997年には「世界最速オープナー」としてギネスブックに認定された。
アレンの死後、1991年にスクリュープルはフランスの鋳物ホーローウエアの老舗ブランド、ル・クルーゼの傘下に入った。